# Club Atlético Defensores de Belgrano
Maillots
Le Club Atlético Defensores de Belgrano est un club argentin de football basé à Buenos Aires.

## Palmarès
- Primera División B : 1

1967
- Primera B Metropolitana : 1

2000-01
- Primera C : 4

1953, 1958, 1972, 1991-92

## Joueurs emblématiques
- Ernesto Belis
- René Houseman
- Luis Izzeta
- Matias Mantilla
- Oscar Más
- José Sand